# Evie Shockley
Evie Shockley, née en 1965 à Nashville, Tennessee, est une poète et universitaire afro-américaine. Elle enseigne à l'université Rutgers et vit à Jersey City. Evie Shockley a été rédactrice en chef de la revue Jubilat de 2004 à 2007. Elle est la lauréate du Holmes National Poetry Prize en 2012 délivré par le Lewis Center de l'université de Princeton.

## Biographie
Après ses études secondaires, Evie Shockley s'inscrit à l'université Northwestern, où elle obtient son Bachelor of Arts (licence) en 1988, puis elle passe son doctorat en droit (JD) à la faculté de droit de l'université du Michigan en 1991, pour enfin soutenir successivement son Master of Arts en 1999, puis sa thèse de doctorat (Ph.D) en 2002 à l'université Duke,.
Elle enseigne comme chargée de travaux dirigés et assistante à l'université de Wake Forest de 2001 à 2005, depuis 2005 elle est maître assistante à l'université Rutgers,.
Elle revendique le fait d'être une femme du Sud des États-Unis. À partir de son expérience de femme et d'afro-américaine elle s'est interrogée sur la production des discriminations envers les femmes et les noirs et comment ces discriminations ont fabriqué une esthétique afro-américaine, esthétique qui va de la déploration à la libération, du particularisme des noirs du Sud à l'universel,. 
Ses textes ont été publiés dans les revues Tri QuaterlyThe Account, The New Black The Boston Review, The Black Scholar, Jacket2, Waxwing, How2, Obsession, etc.

## Œuvres

### Recueils de poésies
- The Gorgon Goddess, Carolina Wren Press, 1er janvier 2001, 29 p. (ISBN 9780932112439),
- A Half-Red Sea, Carolina Wren Press, 20 août 2006, 96 p. (ISBN 9780932112538),
- 31 words : prose poems, Belladonna Books, 2007, 15 p. (OCLC 212940991),
- My life as china, New York,, L. Valentin Center for Book Arts, 2008 (OCLC 429048246),
- The New Black, Middletown, Connecticut, Wesleyan University Press, 1er mars 2011, 104 p. (ISBN 9780819571403, lire en ligne),
- Jim Crow stole my father's wings, New York, The Center for Book Arts, 2016 (OCLC 993259089),
- Acrobatic, Pulitzer Arts Foundation, 2017 (OCLC 1016161101),
- Semiautomatic, Wesleyan University Press, 3 octobre 2017, 104 p. (ISBN 9780819577436),

### Essais et autres écrits (sélection)

#### Thèse de doctorat
- The tyranny of domesticity : identity and the gothic in British Victorian and twentieth-century African American literature, Duke University, 2002, thèse de doctorat, 355 p. (OCLC 52203925),

#### Essai
- Renegade Poetics: Black Aesthetics and Formal Innovation in African American Poetry, Iowa City, Iowa, University Of Iowa Press, 28 octobre 2011, 264 p. (ISBN 9781609380588, lire en ligne),

#### Articles
- « The Ballad of Anita Hill », Callaloo, vol. 22, no 4,‎ automne 1999, p. 1003-1004 (2 pages) (lire en ligne ),
- « waiting on the mayflower », Obsidian III, vol. 2, no 1,‎ printemps / été 2000, p. 13-16 (4 pages) (lire en ligne ),
- L. Teresa Church, Lenard D. Moore & Evie Shockley, « Incident in the Lives of Three African American Poets, Written by Themselves », African American Review, vol. 38, no 2,‎ été 2004, p. 281-288 (8 pages) (lire en ligne ),
- « Buried Alive: Gothic Homelessness, Black Women's Sexuality, and (Living) Death in Ann Petry's "The Street" », African American Review,, vol. 40, no 3,‎ 2006, p. 439-460 (22 pages) (lire en ligne ),
- « Owed to Shirley Chisholm », Harvard Review, no 36,‎ 2009, p. 140 (1 page) (lire en ligne ),
- « Lifting Veils: An Interview with Jaki Shelton Green », Obsidian, vol. 10/11,‎ hiver 2009 / 2010, p. 121-128 (8 pages) (lire en ligne ),
- « On the Nature of Ed Roberson's Poetics », Callaloo, vol. 33, no 3,‎ été 2010, p. 728-747 (20 pages) (lire en ligne ),
- « never after », MELUS, vol. 35, no 2,‎ été 2010, p. 176 (1 page) (lire en ligne ),
- « Black Nature / Human Nature », Callaloo, vol. 34, no 3,‎ été 2011, p. 763-766 (4 pages) (lire en ligne ),
- « Cruise Line », Callaloo, vol. 34, no 3,‎ été 2011, p. 767-768 (2 pages) (lire en ligne ),
- « Going Overboard: African American Poetic Innovation and the Middle Passage », Contemporary Literature, vol. 52, no 4,‎ hiver 2011, p. 791-817 (27 pages) (lire en ligne ),
- « how long has this jayne been gone? », The Black Scholar, vol. 43, nos 1-2,‎ printemps 2013, p. 24-25 (2 pages) (lire en ligne ),
- « Sex Trafficking Incidents in the Life of a Slave Girl in the USA (or, The Nation's Plague in Plain Sight) », Feminist Formations, vol. 25, no 2,‎ été 2013, p. 222-229 (8 pages) (lire en ligne ),
- « legit-i-mate », Feminist Formations, vol. 25, no 2,‎ été 2013, p. 220 (1 page) (lire en ligne ),
- « philosophically immune », Feminist Formations, vol. 25, no 2,‎ été 2013, p. 221 (1 page) (lire en ligne ),
- « Double Bop for Ntozake Shange », Obsidian, vol. 14, no 2,‎ hiver 2013, p. 70-71 (2 pages) (lire en ligne ),
- « Upon this Plot », Obsidian, vol. 40, nos 1/2,‎ printemps 2015, p. 142-144 (3 pages) (lire en ligne ),
- « senzo », Poetry, vol. 207, no 4,‎ janvier 2016, p. 364 (1 page) (lire en ligne ),
- « interlude: the west coast », The Thoreau Society Bulletin, no 254,‎ été 2016, p. 8 (1 page) (lire en ligne ),
- « direct to your table », Prairie Schooner, vol. 90, no 4,‎ hiver 2016, p. 50 (1 page) (lire en ligne ),
- « Against Miracles », Poetry,‎ 6 juin 2017 (lire en ligne)
- « what does it mean to be human? », Ploughshares, vol. 46, no 1,‎ printemps 2020, p. 116 (1 page) (lire en ligne ),

## Prix et distinctions
- 2007 : bénéficiaire d'une bourse d'études, le Schomburg Scholars-in-Residence Program Fellowship, décernée par le  Schomburg Center for Research in Black Culture[2],
- 2008 : bénéficiaire d'une bourse d'études, l'American Council of Learned Societies Fellowship, décernée par l'American Council of Learned Societies (en)[10],
- 2011 : Presidential Fellowship for Teaching Excellence, Rutgers University,
- 2011 : Board of Trustees Research Fellowship for Scholarly Excellence, Rutgers University,
- 2012 : lauréate du Holmes National Poetry Prize, décerné par l'université Princeton[11],
- 2013-2014 : Rutgers Faculty Scholar-Teacher Award,
- 2015 : Stephen Henderson Award for Outstanding Achievement in Poetry, African American Literature and Culture Society,

## Pour en savoir plus

#### Notices dans des encyclopédies et manuels de références
- (en-US) Amy Elisabeth Fuller (dir.), Contemporary Authors, vol. 327, Detroit, Michigan, Gale Cengage, 12 novembre 2012, 452 p. (ISBN 9781414480596, lire en ligne), p. 436-438. ,

#### Articles
- (en-US) Stephen Lawrence, « A Tribute – Stephen Lawrence reviews ‘the new black’ by Evie Shockley », Rochford Street Review,‎ 26 mai 2012 (lire en ligne),
- (en-US) Michelle Aldredge, « The Sunday Poem », Gwarlingo,‎ 19 janvier 2013 (lire en ligne),
- (en-US) Jewel Pereyra, « The New Black by Evie Shockley », The California Journal of Women Writers,‎ 18 avril 2014 (lire en ligne),
- (en-US) Laura Vrana, « "SOUNDTRACK FOR A GENERATIONAL SHIFT": Music & Innovation in Evie Shockley's "the new black" », Obsidian, vol. 41, nos 1/2,‎ 2015, p. 371-386 (16 pages) (lire en ligne ),
- (en-US) Courtney Thorsson, « Foodways in Contemporary African American Poetry: Harryette Mullen and Evie Shockley », Contemporary Literature, vol. 57, no 2,‎ été 2016, p. 184-215 (32 pages) (lire en ligne ),